# Миколаївка (Донецький район)
Микола́ївка — селище Харцизької міської громади Донецького району Донецькій області, Україна. Розташоване на березі Кринки за 12 км від райцентру (автошлях Н21).

## Історія
Село засноване між 1835—1837 роками відставним гвардії поручником лейб-гвардії Козацького полку Миколою Івановичем Іловайським. Першими мешканцями села були переселені переважно зі слободи Троїцької, меншою мірою — зі слободи Дмитрівки, а також хутора Федорівського (Миколаївського)-Єланчицького Міуської округи Області Війська Донського кріпосні селяни.

## Населення

### Мова
Розподіл населення за рідною мовою за даними перепису 2001 року:
| Мова            | Кількість | Відсоток |
| --------------- | --------- | -------- |
| російська       | 138       | 55.42%   |
| українська      | 107       | 42.98%   |
| білоруська      | 1         | 0.40%    |
| грецька         | 1         | 0.40%    |
| німецька        | 1         | 0.40%    |
| інші/не вказали | 1         | 0.40%    |
| Усього          | 625       | 100%     |

За даними перепису 2001 року населення селища становило 249 осіб, із них 42,97 % зазначили рідною мову українську, 55,42 %— російську, 0,4 %— білоруську, німецьку та грецьку мови.